# Волжские лагуны
«Волжские лагуны» — картина русского художника Фёдора Васильева (1850—1873), написанная в 1870 году. Картина является частью собрания Государственной Третьяковской галереи (инв. 902). Размер картины — 70 × 127 см.

## История
Летние месяцы 1870 года 20-летний Фёдор Васильев провёл на Волге, путешествуя вместе с художниками Ильёй Репиным и Евгением Макаровым, а также музыкантом Василием Репиным (младшим братом Ильи Репина). Значительную часть времени они провели в селе Ширяево, расположенном на правом берегу Волги у Жигулёвских гор.
После возвращения из этой поездки Фёдор Васильев написал несколько картин, используя свои этюды, сделанные у Волги. Помимо «Волжских лагун», среди них также были другие известные картины —  «Вид на Волге. Барки» и «Берег Волги после дождя».
Картина «Волжские лагуны» привлекла большой интерес на посмертной выставке картин Фёдора Васильева, состоявшейся в Санкт-Петербурге в январе 1874 года. Павел Третьяков приобрёл эту картину для своего собрания (вместе с работами «Зима в Крыму», «Крымские горы зимой», «В лодке у берегов Крыма» и «Вечер») в счёт долга Васильева, который тот не смог выплатить Третьякову из-за своей болезни и смерти.

## Описание
Картина «Волжские лагуны» передаёт напряжённое состояние природы перед грозой. Сгустившиеся тёмные тучи нависли над прибрежной лагуной и находящимся на заднем плане холмом.
В Государственном Русском музее находятся рисунки Васильева «Волжские лагуны» и «Речная долина», которые были использованы при подготовке к написанию этой картины.

## Отзывы и критика
Искусствовед Алексей Фёдоров-Давыдов писал, что во время поездки на Волгу Васильев со всей определённостью почувствовал «национальную тему в пейзаже», а в его «Волжских лагунах» «впервые появились то широкое обобщение, та синтетичность образа природы и его высокая поэтичность, которые позднее сказались в „Мокром луге“ (1872)».